# حركة برلين
كانت حركة برلين حركة فكرية وسياسية معادية للسامية في القيصرية الألمانية في ثمانينيات القرن التاسع عشر. تكونت الحركة من الأفراد والمنظمات غير المرتبطة.
تطورت الحركة في أعقاب ذعر عام 1873 الذي أدى إلى ركود في الولايات المتحدة وأجزاء من اقتصاد أوروبا الغربية. لقد هاجمت اليهود والرأسمالية. إلى جانب هذا، فقد عارضت الليبرالية وكانت تمثل خوفًا من الديمقراطية الاشتراكية. وأخيرًا، خرجت الحركة من مفهوم عنصري للهوية الوطنية من جانب الطبقة الوسطى الألمانية.
كان لدى الحركة عدة قادة. قاد الصحفي والكاتب أوتو غلاغاو مجلة، der Kulturkämpfer، (مكافح الثقافة) التي نشرت هذه الأفكار. لقد قاد اللاهوتي والسياسي اللوثري أدولف ستويكر الحزب الاجتماعي المسيحي، كما كان الممثل الوحيد المنتخب للحزب في الرايخستاغ.
فقدت الحركة قوتها بعد خسائر الحزب الاجتماعي المسيحي في انتخابات 1887. بالإضافة إلى ذلك، أُبعد المستشار أوتو فون بسمارك نفسه عن الحزب. كانت أهمية الحركة في كونها أول حركة معادية للسامية في ألمانيا الحديثة.